# Briza scabra
Briza scabra är en gräsart som först beskrevs av Christian Gottfried Daniel Nees von Esenbeck, och fick sitt nu gällande namn av Erik Leonard Ekman. Briza scabra ingår i släktet darrgrässläktet, och familjen gräs. Inga underarter finns listade i Catalogue of Life.